# Khibinskita
La khibinskita és un mineral de la classe dels silicats. Rep el seu nom del massís de Khibini, a Rússia, a on es troba la seva localitat tipus.

## Característiques
La khibinskita és un silicat de fórmula química K₂ZrSi₂O₇. Cristal·litza en el sistema monoclínic. La seva duresa a l'escala de Mohs es troba entre 4,5 i 5,5.
Segons la classificació de Nickel-Strunz, la khibinskita pertany a «09.BC: Estructures de sorosilicats (dímers), grups Si₂O₇, sense anions no tetraèdrics; cations en coordinació octaèdrica [6] i major coordinació» juntament amb els següents minerals: gittinsita, keiviïta-(Y), keiviïta-(Yb), thortveitita, itrialita-(Y), keldyshita, parakeldyshita, rankinita, barisilita, edgarbaileyita, kristiansenita i percleveïta-(Ce).

## Formació i jaciments
Va ser descoberta a la vall Hackman del mont Yukspor, al massís de Khibini, dins l'óblast de Múrmansk, a Rússia. També ha estat descrita als Territoris del Nord-oest, al Canadà, i a les regions del Laci i Úmbria, a Itàlia. No ha estat descrita en cap altre indret del planeta.